# Aleksandar Hemon
Aleksandar Hemon (Sarajevo, 1964) es un escritor de origen bosnio que actualmente vive en Estados Unidos y escribe en inglés. 

## Biografía
Hemon nació en Sarajevo, Bosnia y Herzegovina, en ese entonces Yugoslavia. Su padre era de ascendencia ucraniana y su madre serbia. El bisabuelo de Hemon, Teodor Hemon, llegó a Bosnia desde Ucrania antes de la Primera Guerra Mundial, cuando los dos países formaban parte del Imperio austrohúngaro.
Hemon se graduó en literatura en la Universidad de Sarajevo en 1990. Después de trasladarse a Chicago en 1992, sin saber mucho inglés, y al encontrarse sin poder escribir en bosnio, decidió aprender inglés en un período de cinco años.
En 1995 empezó a escribir en inglés, y sus relatos pronto aparecieron en The New Yorker, Esquire, The Paris Review y otras prestigiosas publicaciones. En 2000 apareció su primer libro de relatos, La cuestión de Bruno. Siguió en 2002 su primera novela, El hombre de ninguna parte, que trata sobre Jozef Pronek, el personaje que es parte del título de la novela corta aparecida en La cuestión de Bruno. El proyecto Lázaro, su segunda novela, publicada en 2008, ha sido finalista de los premios National Book Award y National Book Critics Circle Award.
Hemon recibió un "genius grant" de la MacArthur Foundation en 2004.
Hemon escribe una columna bisemanal titulada Hemonwood  en BH Dani (Días de Bosnia y Herzegovina), revista de publicación semanal con sede en Sarajevo.
En 2011 ganó el Premio Gregor von Rezzori-Ciudad de Florencia.

## Obras
Ficción
- The Question of Bruno, 2000. Publicada en español como La cuestión de Bruno, (Benito Gómez Ibáñez, trad.) Barcelona, Anagrama, 2001 - ISBN 978-84-339-6932-3. Recopilación de siete cuentos y una novela corta. Incluye: Islands, The life and works of Alphonse Kauders, The Sorge spy ring, The accordion, Exchange of pleasant words, A coin, Blind Jozef Pronek & dead souls (novela corta), Imitation of life).
- Nowhere Man, 2002. El hombre de ninguna parte, (Damián Alou, trad.) Barcelona, Anagrama, 2004 - ISBN 84-339-7026-7
- The Lazarus Project, 2008. El proyecto Lázaro, (Rita da Costa, trad.) Barcelona, Duomo, 2009 - ISBN 978-84-92723-01-0
- Love and Obstacles, 2009. Amor y obstáculos, (Damián Alou, trad.) Barcelona, Duomo, 2011 - ISBN 978-84-92723-58-4
- The Making of Zombie Wars, 2015. Cómo se hizo "La guerra de los zombies", (Eduardo Jordá, trad.) Barcelona, Libros del Asteroide, 2016 - ISBN 978-84-16213-69-6
- The World and All That It Holds, 2023. MCD.

No ficción
- The Book of my Lives, 2013. El libro de mis vidas, (Antonio Prometeo Moya, trad.) Barcelona, Duomo, 2013 - ISBN 978-84-15355-31-1 Incluye: "Vidas de otros", "El sonido y la imagen", "Comidas en familia", "El caso Kauders", "La vida durante la guerra", "La montaña mágica", "Hágase lo que no puede hacerse", "Vidas de perro", "El libro de mi vida", "Vidas de un paseante", "Razones por las que no deseo abandonar Chicago: lista aleatoria e incompleta", "Si Dios existiera, sería un gran centrocampista", "Vidas de grandes maestros", "La vida en la residencia canina", y "El acuario"